# Grenzadler (Oberhof)

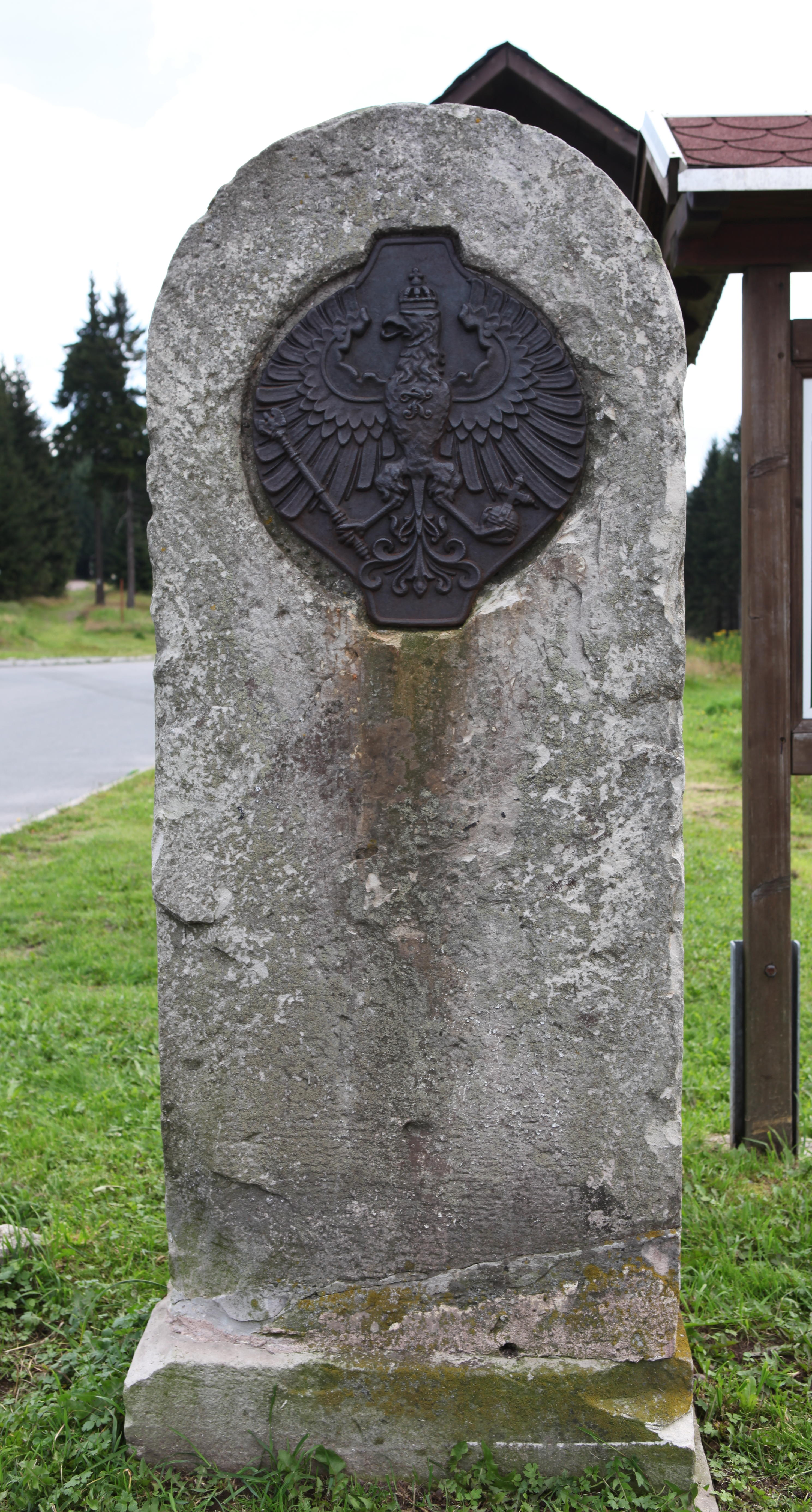
Grenzadler bei Oberhof

Der Grenzadler am Rennsteig bei Oberhof ist ein markanter Grenzstein an der Gemarkungsgrenze von Oberhof. Er markierte zum Zeitpunkt der Aufstellung die Staatsgrenze zwischen dem Königreich Preußen (Abschnitt Steinbach-Hallenberg) und dem nördlich angrenzenden Herzogtum Sachsen-Coburg und Gotha (Abschnitt Oberhof).
Das als Flurdenkmal ausgewiesene Objekt ist ein bekanntes Beispiel für den Typ Grenzadler. 
In Folge des Deutschen Krieges 1866 wurde der Kreis Schmalkalden von Preußen annektiert und entlang der bisher kurhessischen Grenze wurden alle Grenzmarkierungssteine mit dem „kurhessischen Löwen“ durch Steine mit dem königlich preußischen Adlerwappen ersetzt. 
Der betreffende Grenzstein ist ein ca. 1,80 m hoher Stein, der vorschriftsgemäß an der Oberseite abgerundet ist. Auf der Schauseite (zur Straße) ist eine gusseiserne Metallplatte mit dem preußischen Wappenmotiv eingelassen.
Im Umfeld des Grenzsteines, früher Schützenwiese genannt, befinden sich heute zahlreiche Sportstätten, u. a. ein Biathlonstadion und die Schanzenanlage im Kanzlersgrund. Der Grenzadler ist ein bekannter Orientierungs- und Ausgangspunkt für Wanderungen.
Im Jahre 2014 wurde gegenüber dem Grenzadler für Gäste und Sportler das Rennsteighaus eröffnet. Man kann dort fremdenverkehrsrelevante Auskünfte erhalten und sich ausspannen.